# International Superstar Soccer 98
International Superstar Soccer 98 (実況ワールドサッカー。　ワールドカップフランス'98, Jikkyō World Soccer: World Cup France '98), est un jeu vidéo de football sorti en 1998 sur Nintendo 64. Édité par Konami, le jeu fut développé, comme les autres ISS sur Nintendo64, par leur studio d'Osaka.

## Accueil
- IGN : 9,1/10[2]